# 이승환 (성우)
이승환(1959년 12월 23일 ~ 2011년 1월 16일)은 대한민국의 성우이다. 1985년 입사했으며, MBC 10기였다.

## 출연작

### 애니
- 거북이 특공대(SBS) - 레오나르도
- 그림명작동화(MBC)
- 로빈 훗의 모험(MBC)
- 마르코 폴로의 모험(MBC)
- 머털도사와 또매 (MBC) - 왕질악에 장남 요괴 태만
- 발리언트(MBC)
- 스타잔(MBC)
- 장독대(MBC) - 양난실 집근처 소금장수, 장독대에 처음 잡히는 도둑,한의원,깍쇠
- 유령대소동(MBC)
- 페이퍼 월드(MBC)
- 펭킹 라이킹(MBC)
- 피터팬의 모험(MBC)
- 테니스의 여왕(MBC)
- M-3 특공대(MBC)

### 외화
- 레이디 킬러(MBC) - 럼프(라이언 허스트)
- 석양의 건맨(MBC) - 은행 책임자(세르지오 멘디자발)
- 젠틀맨 리그(MBC) - 단데(맥스 라이언)
- 코브라(MBC) - 경찰(조 보니) / 경비원(로스 필립)
- 프레데터(SBS) - 조종사(케빈 피터 홀)
- 폴리스 스토리 4(SBS) - 예고로프의 부하(네이단 존스)
- 픽쳐 클레어(MBC) - 택시기사(찰스 오피서)
- S.W.A.T. 특수기동대(MBC) - 경찰(콜린 에글스필드)
- 옹박 - 두 번째 미션(MBC) - 심판(아피챠트 한뱅)
- 스나이퍼(MBC) - 군인(테오 게버트)
- 수호전지 영웅본색(SBS) - 대인의 아들(단립문)
- 플래툰(MBC) - 병사(에릭 한)
- 육지금마(SBS) - 귀성의 작은 아들(왕선소)
- 언제나 마음은 태양(MBC) - 벅클리(로저 셰퍼드)
- 다저스 몽키(MBC) - 경찰(존 라파예트)
- 스토커(MBC) - 손님(짐 래시)
- 고공 침투(SBS)
- 노브레인 레이스(MBC)
- 내 사랑 악마(MBC)
- 더 퀸(MBC)
- 독고구검(MBC)
- 라스트 모히칸(MBC)
- 러시아워(MBC)
- 마더 테레사(MBC)
- 미시시피 버닝(MBC)
- 사랑의 스타디움(SBS)
- 세컨핸드 라이온스(MBC)
- 프렌지(MBC)
- 스폰(MBC)
- 스피시즈(MBC)
- 슬립 허, 쉬즈 프렌치(MBC)
- 실버호크(MBC)
- 썬더하트(MBC)
- 장지웅심(SBS)
- 에일리언2(SBS)
- 엔트랩먼트(MBC)
- 용적심(SBS)
- 의혹속의 증거(MBC)
- 이연걸의 탈출(MBC)
- 패신저 57(MBC)
- 황비홍(SBS)
- 황후화(MBC)
- 8밀리(MBC)
- 나이아가라 연쇄 살인사건(MBC)

### 기타
- 토크쇼 임성훈과 함께(MBC)
- MBC 뉴스데스크(MBC) - 1999년 11월   30일 출연
- 제4공화국(MBC) - 국군보안사령부 인사처장, 대통령 비서실 사정수석비서관 허삼수 역
- 다큐멘터리 드라마 격동 50년(MBC 표준FM) - 박정희
- 만화열전 - 열혈강호(MBC 라디오)
- 미니시리즈 산(MBC)
- 헬로 일지매(MBC)